# Adieu (Lied)
Adieu ist ein Lied der deutschen Band Rammstein. Es erschien erstmals am 29. April 2022 als Teil des achten Studioalbums Zeit und wurde am 24. November 2022 als fünftes Musikvideo und einen Tag später als fünfte Single ausgekoppelt. Der Song wurde von der Band geschrieben und von dieser mit Olsen Involtini produziert.

## Hintergrund
Anfang November verbreitete die belgische Fan-Page Rammstein Belgium auf Twitter die Meldung, dass Rammstein am 25. November das Lied Adieu als fünfte Single veröffentlichen wolle. Angeblich sei für kurze Zeit auf der französischen und kurz danach auf der belgischen Amazon-Website ein Link zur Vorbestellung verfügbar gewesen. Drehort des korrespondierenden Musikvideos soll Paris gewesen sein und der verantwortliche Regisseur Specter Berlin. Dieses Gerücht wurde u. a. von Metal Hammer und Berliner Kurier aufgegriffen, seitens der Band aber nicht kommentiert.
Ein offizielles Statement erfolgte rund zwei Wochen später, als Rammstein zwei Tage vor Veröffentlichung des Videos selbst einen zwanzigsekündigen Teaser auf YouTube online stellte.
Als B-Seite sind auf der Musiksingle zwei Remixe des namensgebenden Lieds enthalten – je einmal von Richard Kruspe und von Andrea Marino.

## Musikvideo
Der Clip enthält Referenzen an die Filme Matrix und Immortals. Das im Stil eines Actionfilms gehaltene Musikvideo zeigt die Musiker, die schwer bewaffnet das Pariser Opernhaus stürmen, Wachleute erschießen und einen Raum mit Menschen in Glaskapseln in Brand stecken. Nach einem Szenenwechsel sieht man die in Ketten gelegten Musiker in einem Käfig und umringt von „Verdammten“ wie sie im Abspann genannt werden. Anschließend verwandeln sich die Musiker in steinerne Titanen, die im letzten Refrain zusammenbrechen und Menschen unter sich begraben.
Eine Interpretation des Videos geht dahin, dass die Band die Zeit im Nachgang zum Album Mutter verarbeite, die fast zur Trennung geführt haben soll.
Inklusive des zweieinhalbminütigen Abspanns kommt das Video auf eine Laufzeit von 8 Minuten und 50 Sekunden. Laut Credits waren über 100 Personen an dem Dreh beteiligt, Regie führte Specter Berlin, der drei Jahre zuvor auch Deutschland drehte.

## Chartplatzierungen
Adieu stieg am 2. Dezember 2022 für eine Woche auf Platz 13 in die deutschen Singlecharts ein.
| ChartsChartplatzierungen | Höchstplatzierung | Wochen |
| ------------------------ | ----------------- | ------ |
| Deutschland (GfK)        | 13 (1 Wo.)        | 1      |
| Österreich (Ö3)          | 48 (1 Wo.)        | 1      |
| Schweiz (IFPI)           | 56 (1 Wo.)        | 1      |